# Antonia-Johanna Halverkamps
Antonia-Johanna „Toni“ Halverkamps (* 29. Oktober 2000 in Duisburg) ist eine deutsche Fußballspielerin, die aktuell beim 1. FC Union Berlin unter Vertrag steht.

## Karriere
Halverkamps begann das Fußballspielen im Alter von sieben Jahren bei der GSG Duisburg und spielte dort bis zur C-Jugend, ehe sie 2015 in die Jugendabteilung des MSV Duisburg wechselte. 2016/17 lief sie für deren B-Juniorinnen in der Bundesliga West/Südwest auf und gehörte in der Spielzeit 2017/18 dem Kader der zweiten Mannschaft an, mit der sie in der Niederrheinliga antrat und dort hinter dem SV Budberg die Vizemeisterschaft errang. Im Sommer 2018 rückte sie in den Kader des Erstligateams auf und gab am  15. September 2018 (1. Spieltag) bei der 0:4-Heimniederlage gegen die SGS Essen als Einwechselspielerin für Pia Rybacki ab der 64. Minute ihr Bundesligadebüt. Am 30. September 2018 (3. Spieltag) bestritt sie beim 3:0-Sieg gegen Werder Bremen ihre erste Partie von Beginn; der erste Bundesligatreffer gelang ihr am 27. März 2019 (16. Spieltag) mit dem Tor zum 1:0-Endstand wenige Minuten nach ihrer Einwechslung in der 66. Minute.
Zur Saison 2024/25 wurde sie vom Zweitligaaufsteiger 1. FC Union Berlin verpflichtet.

## Erfolge
- Meister der zweiten Bundesliga 2024/25 und Aufstieg in die Bundesliga

## Sonstiges
Halverkamps studiert an der Universität Duisburg-Essen das Fach Soziale Arbeit.